# Druhý kontinentální kongres

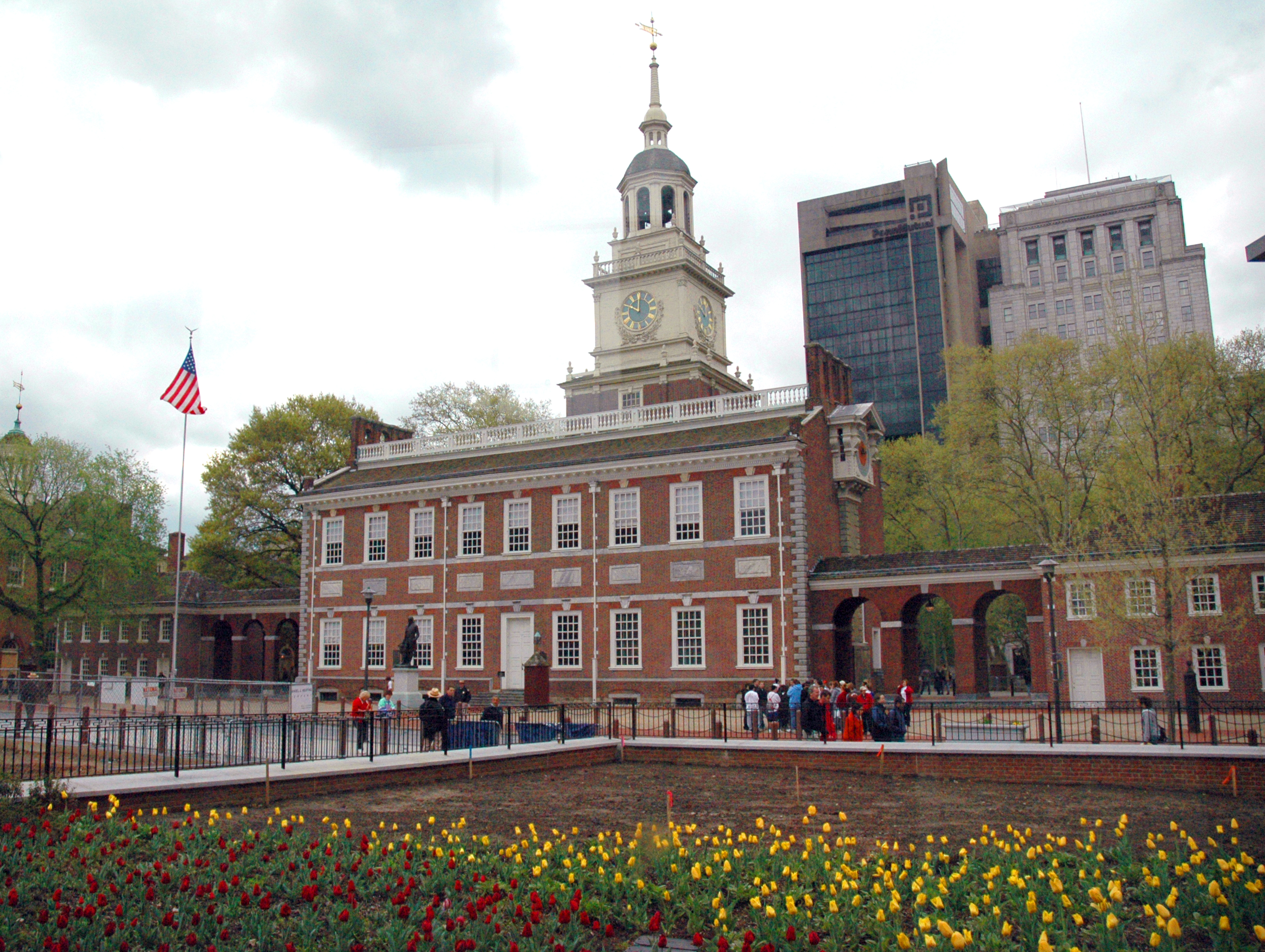
Pohled na průčelí budovy Independence Hall, Pensylvánie, Filadelfie

Druhý kontinentální kongres (Second Continental Congress) byl setkáním delegátů ze třinácti kolonií v Americe v roce 1775.

## Historie
Svolán byl 10. května 1775 do Filadelfie v Pensylvánii krátce po bitvě o Lexington a Concord. Druhý kontinentální kongres následoval po prvním kontinentálním kongresu svolaném na stejné místo od 5. do 26. října 1774. Druhý kongres fungoval jako de facto národní vláda na počátku revoluční války zvyšováním připravenosti armády, řízení strategie a jmenováním diplomatů. Kongres vydal dokument "Declaration of the Causes and Necessity of Taking Up Arms" (Deklarace příčin a nezbytnosti ozbrojení armády) a 5. června 1775 vydal kongres tzv. Olive Branch Petition (Petici  olivové ratolesti) jako poslední pokus vyhnout se válce s Británií. Všech třináct kolonií bylo zastoupeno v době, kdy kongres přijal "Lee Resolution", usnesení, které 2. července 1776 vyhlásilo nezávislost na Velké Británii a o dva dny později kongres ratifikoval Deklaraci nezávislosti.
Poté kongres fungoval jako prozatímní vláda Spojených států amerických až do 1. března 1781. Během tohoto období jeho úspěchy zahrnovaly: úspěšné řízení válečného úsilí; vypracování Článků Konfederace (první ústava USA); zajištění diplomatického uznání a podpory ze strany zahraničních zemí; a řešení státních nároků na půdu západně od Appalačských hor.

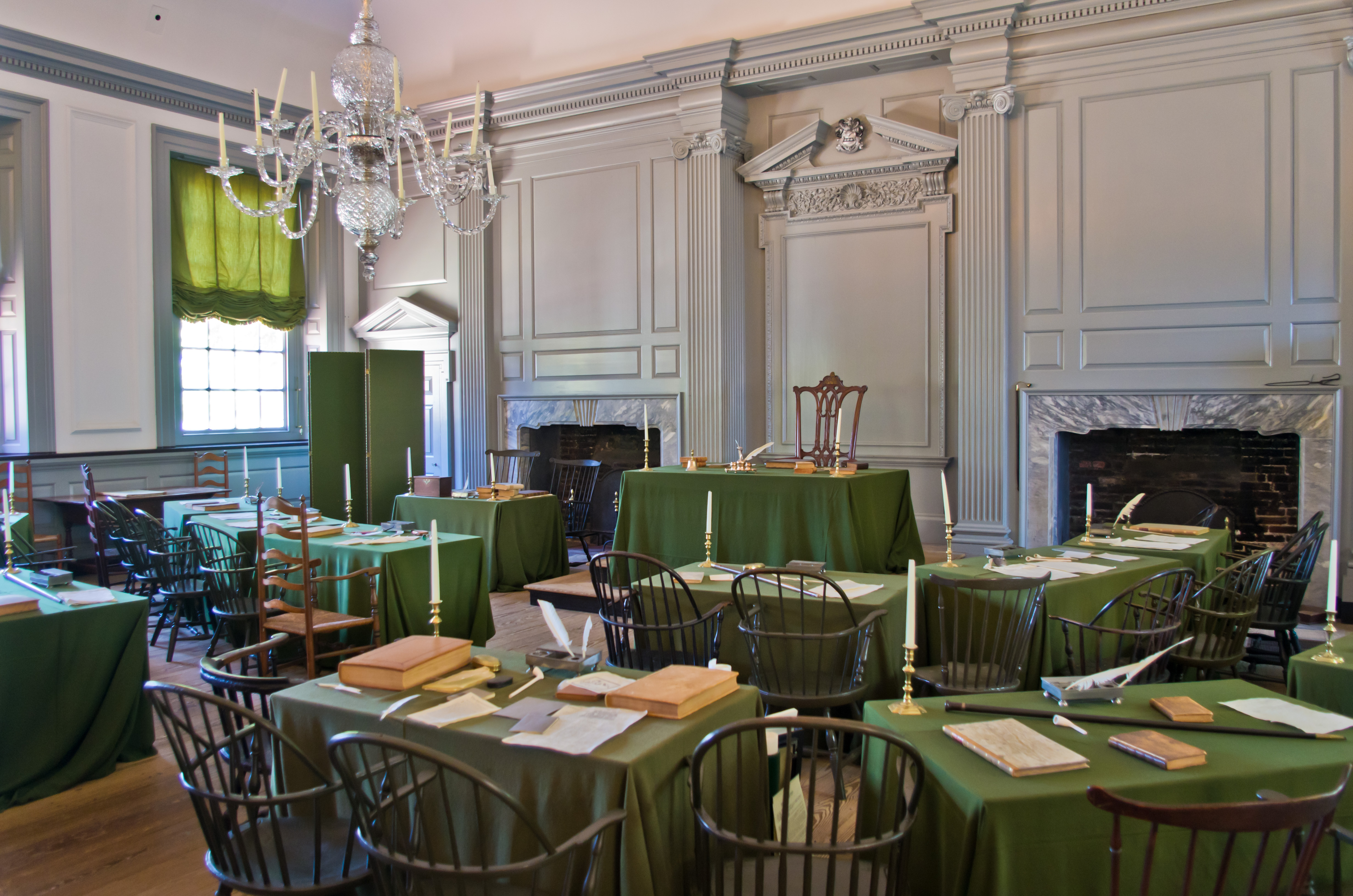
Místnost, kde jednali delegáti Druhého kontinentálního kongresu, Pensylvánie, Filadelfie

Mnoho delegátů druhého kongresu se zúčastnilo také prvního. Znovu zvolili Peytona Randolpha do funkce prezidenta Kongresu a Charlese Thomsona do funkce sekretáře. Mezi nové členy patřili mimo jiné Benjamin Franklin z Pensylvánie a John Hancock z Massachusetts. Během dvou týdnů byl Randolph povolán zpět do Virginie, aby předsedal legislativnímu orgánu "House of Burgesses"; Hancock jej následoval jako prezident a Thomas Jefferson Hancocka v delegaci Virginie nahradil. Počet zúčastněných kolonií také rostl, když Georgie schválila kongres v červenci 1775 a přijala kontinentální zákaz obchodu s Británií.